# ليونارد أوليفر
ليونارد أوليفر (18 أكتوبر 1886 في المملكة المتحدة - 22 يناير 1948)  (بالإنجليزية: Leonard Oliver)‏ هو لاعب كريكت بريطاني (وحمل سابقاً جنسية المملكة المتحدة لبريطانيا العظمى وأيرلندا). لعب مع نادي مقاطعة ديربيشاير للكريكت ‏.